# Yazz
Pour l’article ayant un titre homophone, voir Yaz.
Yazz (nom de scène de Yasmin Evans)  est une chanteuse britannique de pop et de musique électronique, née le 19 mai 1960 à Londres. En 1988, elle connait un succès musical avec ses titres Stand Up For Your Love Rights et The Only Way Is Up aux intonations acid house.

## Biographie

### Jeunesse et formations
Yasmin Evans naît en mai 1960 dans le quartier de Shepherd's Bush à Londres, de son père jamaïcain et de sa mère anglaise par qui elle est déjà surnommée Yazz.
En 1975, elle est embauchée comme employée de bureau, bien avant d'être vendeuse, serveuse et mannequin.
En 1983, même si elle intègre le groupe BIZ, elle devient styliste de mode pour George Michael.

## Discographie

### Albums
| Année | Album                                      | UK  | AUS |
| ----- | ------------------------------------------ | --- | --- |
| 1988  | Wanted (en)                                | 3   | 43  |
| 1989  | The Wanted Remixes                         | -   | -   |
| 1994  | One on One (en)                            | -   | -   |
| 1997  | The Natural Life                           | -   | -   |
| 2001  | At Her Very Best and All the Greatest Hits | 166 | -   |
| 2008  | Running Back to You                        | -   | -   |
| 2011  | This is Love                               | -   | -   |

### Singles
| Année | Titre                                                           | UK | AUS | GER | NZ | US | PB | SUE | FRA | IRL |
| ----- | --------------------------------------------------------------- | -- | --- | --- | -- | -- | -- | --- | --- | --- |
| 1988  | Doctorin' the House (en) (avec Coldcut)                         | 6  | 45  | 11  | -  | -  | 20 | -   | -   | 16  |
| 1988  | The Only Way Is Up (crédité sous Yazz & The Plastic Population) | 1  | 2   | 3   | 1  | 96 | 1  | 1   | 4   | 1   |
| 1988  | Stand Up for Your Love Rights (en)                              | 2  | 22  | 10  | 8  | -  | 6  | -   | 19  | 1   |
| 1989  | Fine Time                                                       | 9  | 56  | 32  | 18 | -  | 42 | -   | 31  | 4   |
| 1989  | Where Has All the Love Gone                                     | 16 | 90  | 40  | -  | -  | 86 | -   | -   | 30  |
| 1990  | Yazz' Megamix (seulement en France)                             | -  | -   | -   | -  | -  | -  | -   | -   | -   |
| 1990  | Treat Me Good                                                   | 20 | 100 | 55  | -  | -  | 48 | -   | -   | -   |
| 1992  | One True Woman                                                  | 60 | -   | -   | -  | -  | -  | -   | -   | -   |
| 1993  | How Long (avec Aswad)                                           | 31 | -   | 52  | -  | -  | -  | -   | -   | -   |
| 1994  | Have Mercy                                                      | 42 | -   | 86  | -  | -  | -  | -   | -   | -   |
| 1994  | Everybody's Got to Learn Sometime                               | 56 | -   | -   | -  | -  | -  | -   | -   | -   |
| 1996  | Good Thing Going (en)                                           | 53 | -   | -   | -  | -  | -  | -   | -   | -   |
| 1997  | Never Can Say Goodbye                                           | 61 | -   | -   | -  | -  | -  | -   | -   | -   |
| 1998  | Abandon Me                                                      | 79 | -   | -   | -  | -  | -  | -   | -   | -   |